# 100% CO2-differentieel
Een CO2-differentieel is een differentieel dat voor gebruik in het driften en/of autocross wordt vastgelast met een CO2-lasapparaat. Hierbij worden de drie kleine tandwielen in het differentieel aan elkaar vastgelast zodat deze niet meer kunnen draaien. De twee grotere hoofdtandwielen worden echter niet vastgelast of beschadigd.
Het gevolg hierop is dat de twee aandrijvende wielen 100% gesperd zijn en zich niet meer afzonderlijk van elkaar kunnen draaien. Hierdoor verliest het buitenste wiel geen aandrijving wanneer er in een bocht geen druk meer op het binnenste wiel aanwezig is.